# Károly Palotai
Károly Palotai (Békéscsaba, 11 de septiembre de 1935-Győr, 3 de febrero de 2018) fue un jugador y árbitro de fútbol y medallista olímpico húngaro.

## Biografía
Durante la década de 1960 fue un exitoso jugador de fútbol que se destacaba en el Győri ETO FC y jugó en los Juegos Olímpicos de Tokio de 1964, donde obtuvo la medalla dorada con Hungría tras derrotar a Checoslovaquia por 2:1.
Pero Palotai es más conocido por su carrera como árbitro de fútbol, en la que dirigió los Mundiales de 1974, 1978 y 1982. También dirigió los Juegos Olímpicos de 1976 y la Eurocopa de 1980, así como la final de la Recopa de Europa 1978-79 y las finales de la Copa de Campeones de la UEFA de 1976 y 1981.